# Alexander Andrejewitsch Logunow
Alexander Andrejewitsch Logunow (russisch Александр Андреевич Логунов, englische Transkription Alexander Logunov; * 5. Dezember 1989 in Perm) ist ein russischer Mathematiker, der sich mit Harmonischer Analysis, Potentialtheorie und geometrischer Analysis befasst.
Logunow wurde 2015 an der Universität St. Petersburg bei Wiktor Chawin promoviert (О граничных свойствах гармонических функций, engl. On boundary properties of harmonic functions). Er ist am Tschebyschow-Mathematiklabor der Universität Sankt Petersburg und an der Universität Tel Aviv tätig.
Logunow erhielt 2017 den Clay Research Award  mit Jewgenija Malinnikowa für die Einführung neuartiger geometrisch-kombinatorischer Methoden zum Studium elliptischer Eigenwertprobleme. Er bewies unter anderem eine obere Schranke für das Hausdorff-Maß der Knotenfläche von Eigenfunktionen des Laplaceoperators auf kompakten glatten Mannigfaltigkeiten und untere Schranken (Vermutungen von Yau und Nadirashvili). Für 2018 erhielt er den Salem-Preis. Für 2020/21 erhielt er den EMS-Preis (Vortrag: Zero sets of Laplace eigenfunctions). Für 2021 erhielt er den New Horizons in Mathematics Prize für neuartige Techniken zum Studium der Lösungen elliptischer partieller Differentialgleichungen und ihre Anwendung auf lange ungelöste Probleme der Geometrie von Knotenmengen.

## Schriften
- Nodal sets of Laplace eigenfunctions: polynomial upper estimates of the Hausdorff measure, Annals of Mathematics, Band 187, 2018, S. 221-239, Arxiv
- mit Eugenia Malinnikova: On ratios of harmonic functions, Adv. Math. 274 (2015), 241- 262, Arxiv
- mit Eugenia Malinnikova: Ratios of harmonic functions with the same zero set, Geom. Funct. Analysis, Band 26, 2016, S. 909–925, Arxiv
- Nodal sets of Laplace eigenfunctions: proof of Nadirashvili's conjecture and of the lower bound in Yau's conjecture, Annals of Mathematics, Band 187, 2018, S. 241-263, Arxiv
- mit Eugenia Malinnikova: Nodal sets of Laplace eigenfunctions: estimates of the Hausdorff measure in dimension two and three, 2016, Arxiv